# キッズ・リターン
『キッズ･リターン』（Kids Return）は、1996年に公開された日本映画。北野武の6作目となる監督作品。
さまざまな青年たちが大人の世界に踏み込み、さまざまな現実に直面する模様を描く青春映画。第49回カンヌ国際映画祭監督週間正式出品作品。
1996年7月27日土曜日、東京都新宿区のテアトル新宿にて単館ロードショーとして一般公開され、初日舞台挨拶に、北野武監督、並びに音楽監督の久石譲、主演の金子賢、安藤政信、石橋凌などの主要キャスト、スタッフが登壇した。

## あらすじ
落ちこぼれの高校生マサルとシンジは、高校が受験ムードになっても悪戯やカツアゲなどをして勝手気ままに過ごしていた。ある日、カツアゲの仕返しに連れて来られたボクサーに一発で悶絶したマサルは、自分もボクシングを始め舎弟のシンジを誘うが、皮肉にもボクサーとしての才能があったのはシンジであった。
ボクシングの才能がないと悟ったマサルはボクシングをやめ、以前にラーメン屋で出会ったヤクザの組長のもとで極道の世界に入り、2人は別々の道を歩むことになる。高校を卒業しプロボクサーとなったシンジは快進撃を続け、マサルは極道の世界で成り上がっていく。
時を経て、それぞれの世界で挫折を味わった2人は再会する。かつてのように自転車で2人乗りをする中、ふとシンジはマサルに「マーちゃん、俺たちもう終わっちゃったのかな？」と問いかけると、マサルは「馬鹿野郎、まだ始まっちゃいねぇよ」と答えるのだった。

## 出演者
ミヤワキ マサル
演 - 金子賢
シンジから『マーちゃん』と呼ばれている。作中ではまだ高校生だが酒タバコをやっている。カツアゲしたり暴力を振るうなど好き勝手に日常を過ごす。シンジと共に落ちこぼれで、高校の教師たちから「バカ」呼ばわりされて煙たがられる存在。意外と打たれ弱い所があり、家にこもってシンジと顔を合わせないほど落ち込むことがある。ある時ボクシングジムに通い始めるが、すぐに挫折してヤクザの道に入る。
タカギ シンジ
演 - 安藤政信
同級生のマサルを慕っているが常に敬語で話す（敬語を使う理由は不明）。リングネームは『ダイナマイト・キッド』で、元々はマサルが自分に考えた名前。仲良しのマサルと行動を共にし、面白おかしく暮らしているが乱暴な振る舞いはしない。登校時は、マサルの家の前で自身の自転車のベルで合図して、自転車で2人乗りして通学するのが日課。当初マサルの付き添いでジムに数日通った所、素質を見出されてボクシングに熱中する。

### ボクシングジムの関係者
ハヤシ
演 - モロ師岡
ジムの先輩ボクサー。不真面目な性格でシンジに適当な自己流のボクシングを教えたり、ジムで禁止されている酒タバコを勧める。
ジムの会長
演 - 山谷初男
ボクシングをやる上で会員たちに酒タバコを禁止している。減量ができていないボクサーや試合で勝てない時は厳しく叱る。
シゲさん
演 - 重久剛一
熟年のトレーナー。シンジのボクサーとしての素質を見抜く。時には反則技を使うように指示する。
ジムのトレーナー
演 - 倉崎青児
ジムに入る前にいざこざがあったマサルと助っ人ボクサーが、ジムで揉め事を起こしたため止めに入る。
ジムのトレーナー（色白の若い人）
演 - 梅津正彦
シンジたち練習生にミット打ちでパンチのリズム感などを指導する。
助っ人ボクサー（かつあげしたマサルを仕返しにやっつけるボクサー）
演 - 石井光
マサルにかつあげされた高校生の知人。ほどなくして自身が所属するボクシングジムにマサルが偶然入ってきて再会する。
イーグル飛鳥
演 - 吉田晃太郎
ジムのチャンピオン。会長も期待を寄せるボクサーだが、減量に手こずったり、集中すべき試合前の控室に恋人を同室させている。
ボクシング練習生
演 - 松本理寛（松本匠）
初めてジムに訪れたシンジにジャブを教える優しい先輩。
ボクシング練習生
演 - 水島新太郎

### ヤクザたち
ヤクザの組長
演 - 石橋凌
面倒見が良く若い組員にも気遣いは忘れない。普段は穏やかだがたまに怒るとかなり怖いタイプ。
組の若頭
演 - 寺島進
下っ端の組員たちをまとめて、ヤクザの礼儀作法を教える。短気でちょっとしたことでキレる。マサルとは、出会った頃に横柄な態度を取られたため、その後もしこりを残す。
カズオ（ラーメン屋の息子でヤクザの子分）
演 - 津田寛治
組長はラーメン屋の常連で、いつもタバコ代と称してもらった札のおつりを小遣いとしてもらっている。また組長から両親のことも気にかけられている。
ヤクザの親分（会長）
演 - 下条正巳
風貌こそヤクザらしき格好をしているが、器がでかく親しみやすささえ感じられる人物。

### マサルの高校時代の同級生
ヒロシ
演 - 柏谷享助
マサルの同級生。真面目でおとなしい性格。年上のサチコに好意を寄せる。母子家庭で家計を支えるため卒業後は、はかりの会社に就職する。
ハナヤマ（不良3人組のリーダー）
演 - 矢部享祐
マサルと同じクラスの生徒。一般生徒には威張っているが自分より強いマサルには弱い。
不良3人組の1人（短髪）
演 - 大塚義隆
後にハナヤマと共にシンジがいるボクシングジムに通い始める。
不良3人組の1人（金髪）
演 - 翁和輝
ハナヤマたち3人でつるんでいるが自己主張をほとんどしない。襟足が肩まである髪型が特徴。
南極五十五号（漫才コンビ）
演 - 北京ゲンジ
マサルの同級生。漫才のセンスはあまりないが、高校生の頃から学校などで漫才の練習をして漫才師を目指す。

### ヒロシの関係者
サチコ
演 - 大家由祐子
母の店を手伝う。ヒロシからお揃いのマスコットキーホルダーをもらうが素っ気ない態度を取る。
サチコの母
演 - 丘みつ子
喫茶店を経営。気のいいおばさん。サチコに恋するヒロシのことを何かと気にかける。
はかりの会社の上司
演 - 平泉成
ヒロシが入社した会社の上司。自身の部所の営業成績が悪く、部下たちに辛辣な言葉を浴びせる。
ヒロシの同僚の男性
はかりの会社の同僚。ただし、ほどなくして上司に嫌気が差し、ヒロシを誘ってタクシー会社に転職する。
タクシー会社の上司
演 - 日野陽仁
転職してきた新人のヒロシの稼ぎが少ないため、勤務時間などを真面目に守りすぎる仕事のやり方を注意する。
ヒロシが乗せたタクシーの客
演 - 大杉漣
サラリーマン。本社勤務から仙台支店に異動になり、タクシーに同乗する部下に愚痴をこぼす。

### マサルの高校時代の教師たち
担任の教師
演 - 森本レオ
日本史の教師。落ちこぼれのマサルとシンジを邪魔者扱いするが、退学にすべきか悩む。
橋田先生
演 - 芦川誠
マサルとシンジに見下した発言をしたために新車(トヨタ・カリーナED)を燃やされる。
メガネをかけたベテラン教師
演 - 伊藤幸純
マサルとシンジによって自身に模した手作りの人形で窓の外から授業を妨害されて立腹する。
授業で確率を教える教師
マサルとシンジについて中途半端な不良で、将来は小悪党にしかなれないと評している。

### その他（出演者）
マサルにかつあげされる高校生たち
演 - 宮藤官九郎、菊川浩二
「手持ちの金がない」とすぐバレる嘘をついて、マサルに暴力で脅されて金を取られる。
ラーメン屋の親父
演 - 田村元治
未成年のマサルに酒タバコは止めるようにやんわり注意するも、結局提供する。
もぎりのおばさん
演 - 松美里杷（現：ふくまつみ）
成人映画を扱う映画館のもぎりの人。チケットを購入しようとする不良高校生に応対する。
組長を自転車から撃つヤクザ
演 - ト字たかお
組長と対立する別の組織のヤクザ。組長が車に乗り込もうとした所を背後から襲う。
大男
演 - ジャンボ杉田
ボクシングジムの前でハナヤマをボコボコにする。
他
演 - 植田あつき、十貫寺梅軒、小池幸次、井上博一、恩田恵美子、萩野崇、森下能幸、仙波和之 ほか

## スタッフ
- 監督・脚本：北野武
- プロデューサー：森昌行、柘植靖司、吉田多喜男
- 音楽監督：久石譲
- 撮影：柳島克己
- 美術：磯田典宏
- 照明：高屋齋
- 録音：堀内戦治
- 編集：北野武、太田義則
- 音響効果：帆苅幸雄、岡瀬晶彦
- 助監督：清水浩
- 進行助手：森井輝
- 衣装：岩崎文男
- スクリプター：中田秀子
- スチール：笹田和俊
- 刺青：霞涼二
- ガンエフェクト：BIGSHOT
- MA：アオイスタジオ
- 現像：東京現像所
- スタジオ：日活撮影所
- 製作協力：太田出版
- 製作：バンダイビジュアル、オフィス北野

## 作品解説
1994年のバイク事故で死に直面した北野武がブランクを経て撮影した復帰作。事故が作品の世界観に大きな影響を与えている。

### 復活への準備
復帰作とあって、プロデューサーの森昌行は「北野武の復活」のアピールのために慎重に企画を立ち上げた。本作の企画が出たとき、他のスタッフからは「『ソナチネ』のリベンジをすべきだ」という声が挙がったが、森はたけしが考えていた「フラクタル」という映画の企画や、バイオレンス路線での復活は時期尚早として拒否し、本作を選んだ。そしてたけしに対してはクランクイン前に脚本の改稿を何回も行わせた。

### 脚本
たけしは漫才ブームの頃から「いつか『レイジング・ブル』のようなボクシング映画を撮ってみたい」と語っており、この構想の一端は本作で実現することとなった。本作の中で2人がジムに入門し、やがて異なる道を歩んで行くくだりは、たけしがボクシングを習い始めた時代に活躍していた東洋フェザー級チャンピオン・関光徳のエピソードから着想を得ている。

### 配役
本作でデビューした安藤政信の出世作として知られる。また、金子もこの映画を機に俳優として飛躍した。安藤は元ボクサーとのボクシングの試合の撮影で鼻先にパンチをもらい、撮影後、楽屋で鼻が曲がって泣いて落ち込んでいるときにたけしから「役者生命に支障はない、一生食っていけるから」と言われ慰められた。

### 演出
安藤のボクシング指導は、実際にトレーナーで映画にも出演した梅津正彦がJBスポーツクラブで行った。トレーナーの梅津はこの映画の構想を撮影の5年前にたけしから聞かされている。最後のシンジの試合のダウンシーンは演技ではなく、撮影終了後、実際に医者が呼ばれ控室で処置がされた。
ハヤシのモデルは、たけしが若い頃に出会った先輩漫才師である。たけしが飲みに誘われたのを撮影があることを理由に断ったら「芸人は飲むんだよ。面白い奴は面白いんだよ」と言われ、結局ついていって飲んで失敗したことがあったという。またハヤシの役は当初は役名もない端役であり、もとの脚本ではホステスの役回りだったが、「女で堕落するのでは当たり前すぎて面白くない」という理由から設定が変更された。台詞を撮影当日に紙に書いて直接渡し、俳優はその場で覚えて即興で演じるという、北野作品で後によく用いられるようになる手法が初めて導入された。
ハヤシ役のモロ師岡は初めての撮影の日、前夜の深酒の影響で寝坊したため、「どうせジムの端っこで練習しているだけでセリフもない役だから行かなくていいか」と家のこたつで寝直そうとしたところ、妻の楠美津香に「行かなきゃダメ」と言われて1万円札を渡され、自宅からタクシーで撮影現場へ向かった。すると、スタッフから「今日のセリフです」とメモ紙を渡され、安藤政信に言葉をかけるシーンを撮影した。それから、撮影のたびにメモ紙に書かれた「セリフ」を渡されるようになり、どんどん出番が増え、映画の公開後には東京スポーツ映画大賞助演男優賞を受賞するに至る。モロは「監督がどうして自分にセリフを言わせようとしたのか、また、自分の何を気に入っていただいたのかがいまだに分からない」と語り、また、「あの時カミさんに『行け！』って言われなかったら、助演男優賞なんてもらっていない。カミさんには感謝している」と、トーク番組に出演した際に話している。

### 音楽
音楽を担当した久石は当時、映画音楽の仕事を休止していたが、本作が2年ぶりの映画復帰作となった。久石は若者が主人公の映画なので、音楽は元気なものである必要性を感じ、ユーロビートやディスコをベースにしたリズミックな音楽を手がけた。ラストシーンの音楽についてたけしは「あのエンドロールのために映画があったなあ」と喜んだという。
本作では生楽器をあまり使用せず、YAMAHAのVP1やVL1などのシンセサイザーが多用されている。パーカッションはサンプリングがメインだが、1パートは必ず生音を入れている。これについて久石は、生の持っている人間臭さとリズム・ループのメカニカルな部分の両方が好きと述べている。

### ロケ地
本作で登場する学校は、サレジオ学院高等学校が1995年4月に川崎市宮前区鷺沼から横浜市都筑区南山田に移転した際の跡地を利用したものである。作品中に登場する職員室の扉にある落書き“浜崎のウンコ野郎”の“浜崎”は、サレジオ学院に実際に勤めていた教員の名前である。

## 評価
シンプルなストーリーとしっかりした画面構成が淀川長治に絶賛されたほか、それまで北野の才能を評価しながらも一貫して辛口評価を続けてきた田山力哉が賞賛した作品でもある。田山がたけしに直接賞賛の言葉を送ると、北野は驚いて「本当に?」と何回も聞き返してしまったという。

## 受賞歴
- 第6回東京スポーツ映画大賞・作品賞・監督賞
- 第51回毎日映画コンクール・日本映画優秀賞
- 第39回ブルーリボン賞・監督賞
- 第18回ヨコハマ映画祭・作品賞・助演男優賞（石橋凌）・最優秀新人賞（安藤政信）・撮影賞
- 第9回日刊スポーツ映画大賞・石原裕次郎賞・監督賞・新人賞（安藤政信）
- 第21回報知映画賞・新人賞（安藤政信）
- 第5回第東京スポーツ映画大賞・助演男優賞（モロ師岡）
- 第7回文化庁優秀映画作品賞・長編映画部門
- 第6回日本映画プロフェッショナル大賞・監督賞
- 第11回高崎映画祭・最優秀作品賞、最優秀新人男優賞（金子賢、安藤政信）

## ランキング
- 第70回キネマ旬報ベスト・テン日本映画第2位、ヨコハマ映画祭日本映画ベストテン第1位
- 雑誌『BRUTUS』映画関係者100人と選んだ泣ける映画ランキング第6位[11]。

## ソフト
- レーザーディスクでは初回限定版の特典として、約22分のメイキング版LD（CAV版ディスク）が付録としてついていたが、DVDではメイキングシーンは収録されていない。後にBlu-ray版に収録される。
- DVD版は当初発売（1999年6月25日発売）のDVD（BCBJ-0140）には本編にチャプターがついていないが、後にパッケージやラベルを変更して発売（2007年10月26日発売）された再版のDVD（BCBJ-3087）とレンタル版（BCDR-0020）には本編に10個のチャプターが打たれている。

## その他
- 2002年に公開された映画『刑務所の中』の受刑者集会の映画や、2007年（平成19年）の、世界の名匠によるオムニバス映画作品『それぞれのシネマ』（素晴らしき休日 英題: One Fine Day 日本担当監督:北野武 出演:モロ師岡、ビートたけし）ではこの作品が流されている。
- 本作で安藤政信がブルーリボン賞新人賞を受賞したと世間では認知されていたが、実際は岸和田少年愚連隊に出演したお笑いコンビナインティナインが受賞している。この事を岡村隆史はたびたびネタにしている。

## キッズ・リターン 再会の時
2013年10月12日に原案ビートたけし、監督清水浩、主演平岡祐太、三浦貴大で続編「キッズ・リターン 再会の時」が公開された。物語は今作の10年後を描く。

### あらすじ（再会の時）
マサルとシンジは高校時代を共に過ごした親友同士。マサルはボクシングを習うためにジムに通うが挫折してヤクザの組員に。マサルに付き添ったシンジの方がボクシングに目覚める。いつも一緒だった2人はいつしか別々の人生を歩むことになる。
物語の舞台はそれから10年後、刑務所から出所したばかりのマサルは、自身が所属する室沢の組事務所を訪れる。しかし室沢から数年前に組が解散して、シマのしのぎ集めにも苦労していることを告げられる。一方ボクシングを辞めたシンジは警備員として働くが、ある日同僚の松本が交通整理中にミスをしてチンピラに絡まれる。仲裁に入ったマサルに、騒動に駆けつけたシンジが気づき偶然再会する。
その夜、2人はシンジの知人のマナミの店で久しぶりに語り合う。シンジが試合での扱いに不満を感じボクシングを辞めたことを告白。マサルは、高校の頃に言っていたように「ボクシングで見返してやればいい」と発破をかける。翌日、シンジは自ら辞めたジムの会長・沢田に頭を下げ、もう一度ボクシングをやらせてほしいと頼み復帰する。トレーナーの小林は、シンジがまた試合でかませ犬にされると心配するが、シンジの意志は固い。
マサルは舎弟のユウジから、シマの経営者たちが崎山の指示でしのぎの金を減らしていることを知る。崎山の会社に訪れたマサルは、室沢の組の解散により扱いが曖昧だったシマについて話し合う。お互いのシマに対する認識が食い違う中、今後はマサルがシマを仕切ることを強引に押し通す。その後、崎山を恐れて支払いを渋る経営者たちには、マサルが暴力で脅して金を回収。崎山はマサルのしのぎ集めを渋々黙認していたが、部下づてに経営者たちの不満を知り苛立つ。
高校時代にシンジがボクシングを始めた経緯をマサルから聞いたマナミは、シンジを応援する。ほどなくしてシンジは警備員を辞めて、ボクシングの練習に打ち込み試合に勝ち上がっていく。そんな中、マサルは室沢から九州に組みを持つ知人から将来シマを任せるために来て欲しいと話を持ちかけられる。しかし後日、室沢は直接崎山とシマのことを話しに行くが、崎山の策略により室沢が逮捕されてしまう。

### 出演者（再会の時）
シンジ
演 - 平岡祐太
ボクサーだが一時辞めていた。マサルとは親友で『マーちゃん』と呼び慕うがいつも敬語で話す。冒頭の試合に負けてボクサーを辞めた後、警備員として働く。ボクシングを辞めた理由は、かませ犬として格上の相手とばかり試合させられたこと。過去にボクシングで新人王を獲ったことがある。冒頭で一時ボクシングにやる気をなくすが、元々はひたむきでストイックな性格。
マサル
演 - 三浦貴大
シンジの親友。5年間の刑務所暮らしを終えたばかりのヤクザ。普段は冷静で落ち着いた口調だが、口答えする相手には暴力で応じる。仕事柄普段は険しい表情をしているが、シンジの前だと顔が和らぐ。ボクサーのシンジを応援しており、何度か試合会場に足を運ぶ。過去のケガにより左腕が動かない。モノトーン色のスーツを好んで着ている。

#### シンジの関係者
沢田会長
演 - ベンガル
シンジが所属するジムの会長。儲け主義でがめつい性格。他のジムに試合を申し込み、シンジの「元新人王」という肩書きを利用してファイトマネーを釣り上げる。
小林
演 - 小倉久寛
シンジを担当するジムのトレーナー。ボクサーとして再起をかけるシンジを指導する。厳しいだけの指導者ではなく、優しい人柄でシンジの心や体を気遣う。
松本
演 - 市川しんぺー
シンジが働く警備会社の先輩。口が悪く不真面目な人物でよくトラブルを起こす。ギャンブル好き。同僚から金を借りたり、勤務中にラジオの競馬実況らしきものを聞いている。

#### マサルが所属する組の関係者
室沢
演 - 杉本哲太
マサルが所属する組の元組長。事実上組は解散しており、事務所が入るマンションの管理とわずかなシマのしのぎで細々と活動する。表向きは穏やかな性格で日常を過ごす。
ユウジ
演 - 中尾明慶
室沢の部下。マサルとシマを回ってしのぎを稼ぐ。けんか腰で常にイライラしたような話し方をする。意外と気遣いでき、室沢の誕生日に置き時計を贈ったり、舎弟に服を買う金をあげる。
室沢のもとで働く若者
室沢の事務所の下っ端。ユウジとは対照的に真面目で明るくて人懐っこい青年。いつも事務所前の歩道を掃除している。まだ経済的に余裕がなく白と黒色のジャージで過ごしている。

#### その他の主な人物
崎山
演 - 池内博之
室沢の弟分。マサルのオジキ分。不動産業・運送業などの株式会社を経営。室沢の先代の組が以前持っていたシマの一部を取り仕切る。以前はマサルとも親しくしていたが関係が変わる。
崎山の部下
崎山が管轄するシマの現場マネージャーのような人物。指定した金額以上の金をマサルに渡した経営者をなじる。また、経営者たちの不満を崎山に伝える。
マナミ
演 - 倉科カナ
洋食屋を経営。シンジの知り合いで、ほどなくしてマサルとも親しくなる。自身が創る料理で客をもてなす。客商売ということもあり、人当たりが良い性格。
ユウジの彼女
メイドカフェか風俗でメイド服で仕事をする女性。ユウジとは上京前からの付き合い。元気で明るい性格だが、よく怒るユウジの怒鳴り声にも動じない打たれ強さも持つ。

#### スタッフ（再会の時）
- 監督：清水浩
- エグゼクティブプロデューサー：森昌行
- プロデューサー：加倉井誠人
- アソシエイトプロデューサー：川城和実、井澤昌平、太田和宏、吉田多喜男
- ラインプロデューサー：小宮慎二
- 原案：ビートたけし
- 脚本：益子昌一、清水浩
- 撮影：鍋島淳裕
- 美術：尾関龍生
- 衣裳：森口誠治
- 編集：太田義則
- キャスティング：吉川威史
- 音響効果：柴崎憲治
- 音楽：遠藤浩二
- ボクシング指導：梅津正彦
- メイク：宮内三千代
- 照明：三重野聖一郎
- 録音：久連石由文
- 助監督：吉田亮